# Mesotrichosiphum pentaiarticulatum
Mesotrichosiphum pentaiarticulatum är en insektsart som beskrevs av Zhang, D. och Ge-Xia Qiao 2008. Mesotrichosiphum pentaiarticulatum ingår i släktet Mesotrichosiphum och familjen långrörsbladlöss. Inga underarter finns listade i Catalogue of Life.